# Volško-kamski naravni rezervat
Volško-kamski naravni rezervat (rusko Волжско-Камский заповедник) (tudi Volžsko-Kamski, Vosško-Kamiski) je ruski zapovednik (strogi ekološki rezervat) ob sotočju reke Volge, reke Kame in reke Mjoša. Rezervat ima dva odseka, eden na levem bregu Volge, na dejanskem sotočju rek, drugi odsek približno 100 km navzgor po Volgi na zahodnem obrobju mesta Kazan. Rezervat leži v okrožjih Zelenodolski in Laiševski v Tatarstanu. Uradno je bil kot zapovednik ustanovljen leta 13. aprila 1960 za zaščito preostalih gozdnih in gozdno-stepskih habitatov srednje Volge in ima površino 8024 ha. Poseben poudarek znanstvenih študij so učinki akumulacijskega Kujbiševskega jezera na lokalno okolje. Rezervoar je bil dokončan sredi 1950-ih in je največji rezervoar v Evropi. Volško-kamski naravni rezervat je del Unescovega biosfernega rezervata in sicer: odsek Raifa in Sarali, določeni 29. junija 2005; enoti Sviažski in Spaski, določeni 18. septembra 2007; površina skupaj – 537 ha; površina jedrnega območja - 420 ha; površina varovalnega pasu - 25 ha; površina prehodne (sodelujoče) cone - 92 ha.

## Topografija
Volško-kamski naravni rezervat ima dva dela:
- Raifa (30 km zahodno od Kazana). Sektor Raifa je večinoma ravna ali valovita kraška pokrajina z grapami in žlebovi, jezeri na kraškem terenu in gozdnim pokrovom južne tajge. Velik del gozda je starorast z drevesi, starimi 250–300 let. Dolina reke Sumke poteka od severovzhoda proti jugozahodu do Volge skozi odsek Raifa. Pomembna značilnost tega severnega odseka rezervata je jezero Raifa, največje med številnimi jezeri in močvirji v sektorju.
- Sarala (60 km južno od Kazana). Odsek Sarala je polotok, ki je na kvartarnih terasah Kujbiševskega jezera. Jezero je nastalo leta 1956 na nadmorski višini, ki niha od 49 do 53 metrov. Ta odsek ima večinoma listnate gozdove.

Rečne doline severnega odseka so na absolutni ravni do 66 metrov; višja območja na severu in jugu odseka Raifa dosegajo 120 metrov.

## Podnebje in ekoregija
Rezervat leži v ekoregiji vzhodnoevropskih gozdnih step, ki je prehodno območje med širokolistnimi gozdovi na severu in travniki na jugu. Za to ekoregijo je značilen mozaik gozdov, step in rečnih mokrišč.
Podnebje je vlažno celinsko podnebje, toplo poletje (Köppnova podnebna klasifikacija Dfb). Za to podnebje so značilna velika nihanja temperature, tako dnevne kot sezonske, z blagimi poletji in mrzlimi, snežnimi zimami. Povprečna temperatura v rezervatu se giblje od −12,2 °C januarja do 19,5 °C julija. Padavine se gibljejo od 490 – 640 mm/leto.

## Rastlinstvo in živalstvo
Oba sektorja rezervata pripadata dvema različnima biogeografskima conama, saj sta na obrisu razmejitve vlage, ki ločuje mešane iglavce-listavce na severu od listnatih gozdov na jugu. Primarna drevesa odseka Raifa sta smreka in redeči bor. Pomemben je zeleni mah in šotni mah (sphagnum) pa na mokriščih območja Raifa. Drevesa južnega dela Sarale so iz listnatega gozda, z združbami hrastov in sekundarnim gozdom lipe in trepetlike. V rezervatu je zabeleženih več kot 600 vrst alg in več kot 700 vrst gliv. Znanstveniki v rezervatu so zabeležili 844 vrst višjih rastlin.
Živalski svet severnega odseka (Raifa) je živalski svet južne tajge: voluharice, rovke, gozdne miši, netopirji, veverice, kune, lisice, zajci in los. Odsek Sarala je bolj južnega značaja, z zajci, divjimi svinjami in srnjadjo. Bobra so ponovno naselili leta 1996. Znanstveniki v rezervatu so v mejah zabeležili 50 vrst sesalcev. Ptice vključujejo gozdne in vodne ptice, kar odraža raznolikost habitatov na tem območju. Območje odseka Sarali ima največjo gostoto gnezdenja orla belorepca v Evropi, z dvema aktivnima gnezdama, ki sta drug od drugega oddaljena manj kot 300 m.
Zabeleženih je 230 vrst ptic, vključno z redkimi, kot sta sokol plenilec (Falco cherrug) in kraljevi orel (Aquila heliaca), ki sta se do leta 2017 tudi gnezdila v neposredni okolici rezervata. Zabeleženih je 41 vrst rib.

## Izobraževanje in dostop
Kot strogi naravni rezervat je Volško-kamski naravni rezervat večinoma zaprt za širšo javnost, čeprav se lahko znanstveniki in tisti, ki se ukvarjajo z okoljsko vzgojo, z vodstvom parka dogovorijo za obiske, vključno z delom rezervata Sarali, kjer so ogledi ponujeni v skrivališču s pogledom na eno najboljših območij za orle. V rezervatu so omejene ekoturistične poti, ki so odprte za lokalne prebivalce, vendar zahtevajo predhodno pridobitev dovoljenja. Rezervat sponzorira arboretum in naravoslovni muzej; ju obišče preko 10 tisoč ljudi. Glavna pisarna je v mestu Kazan. 